# Перенос столицы России из Москвы в Санкт-Петербург (1730-е)
Перенос столицы из Москвы в Санкт-Петербург — историческое событие 1730—1732 годов, которое было инициировано Анной Иоанновной.
Это событие стало результатом политических перемен, связанных с новыми порядками и методами Петра II.
Переезд был политическим ходом, который позволил оставить в Москве противников нового политического курса и продемонстрировал внутренним и внешним политическим силам единение политики Анны Иоанновны с курсом, намеченным Петром I.

## События
В начале 1730 года Анна Иоанновна взошла на российский престол, и в мае того же года было объявлено о решении вернуть столицу в Санкт-Петербург.
Архитектор Доменико Трезини получил в конце 1730 года высочайшее распоряжение привести в порядок петербургские императорские дворцы.
Первоначально переезд был запланирован на 1731 год, но был осуществлён в январе 1732 года.
Въезд императрицы в Санкт-Петербург стал помпезным событием, Невский проспект был специально украшен.
Лучшие русские архитекторы своего времени (Д. Трезини, М. Г. Земцов, И. К. Коробов) построили на пересечении Мойки и Фонтанки трёхпролётные триумфальные арки с местами для избранных горожан и музыкантов.
Эти триумфальные арки были обильно украшены колоннами, позолоченной резьбой и скульптурой.
Церемония прибытия царского двора была достаточно пышной.
Вдоль всего Невского проспекта шпалерой были построены гвардейские полки, которые приветствовали императрицу.
Въезд императрицы в город был ознаменован колокольным звоном, пушечной пальбой, музыканты разместились на построенных арках и играли на литаврах и трубах.